# Улрих фон Щаркенбург
Улрих фон Щаркенбург (на немски: Ulrich von Starkenburg; † сл. 1413/пр. 30 април 1423) е благородник от род фон Щаркенберг, бургграф на замък Щаркенбург на река Мозел в Рейнланд-Пфалц.
Той вероятно е син на Зигмунд фон Щаркенберг († 1397/1403), бургграф на дворец Тирол, и съпругата му Осана фон Емс-Хоенембс († сл. 1407), наследничка на Шландерс, дъщеря на Рудолф I фон Емс-Шландерс († 1379) и Венделбург фон Ашау († сл. 1369).
Улрих фон Щаркенбург участва 1407 г. участва в т. нар. „Фалкенсъюз“.

## Фамилия
Улрих фон Щаркенбург се жени ок. 1413 г. за Урсула фон Валдбург († 1438), дъщеря на Йохан II фон Валдбург († 1424) и Елизабет фон Монфор († 1422). Бракът е бездетен.
Вдовицата му Урсула фон Валдбург се омъжва втори път на 30 април 1423 г. за Улрих фон Шеленберг († 9 юни 1463).